# کلاته خدابخش
کلاته خدابخش یک روستا در ایران است که در دهستان براکوه شهرستان خوسف واقع شده‌است. کلاته خدابخش ۲۲ نفر جمعیت دارد.